# Cataratas Canadenses

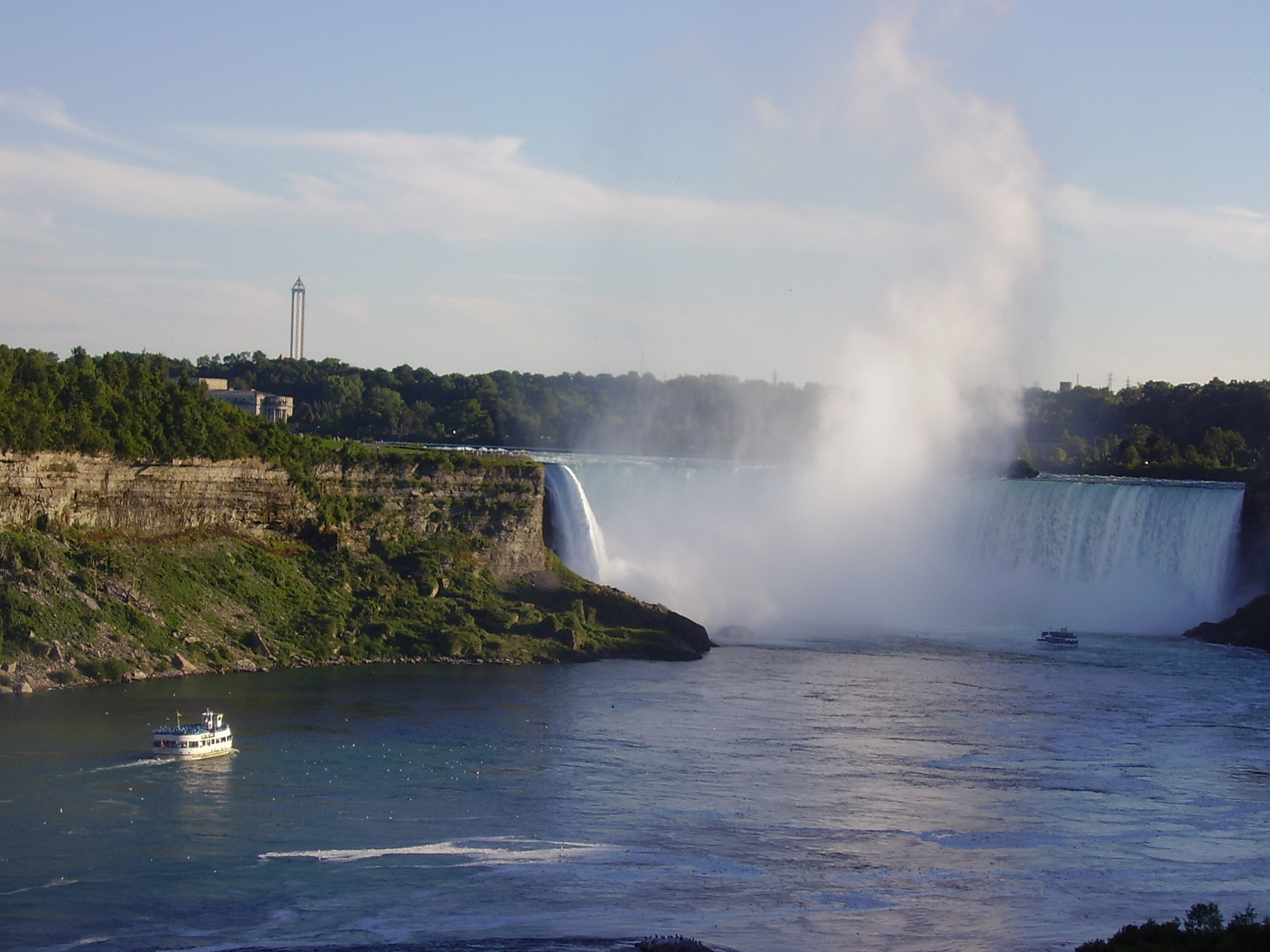
Vista das Cataratas Canadenses.

As Cataratas Canadenses, Cataratas Canadianas ou Cataratas Horseshoe (em inglês:  Horseshoe Falls), é a maior das três cachoeiras que formam coletivamente as Cataratas do Niágara no rio Niágara ao longo da fronteira Canadá-Estados Unidos. Aproximadamente 90% do rio Niagara, após desvios para geração de energia hidrelétrica, flui sobre Horseshoe Falls. Os 10% restantes fluem sobre American Falls e Bridal Veil Falls. Ele está localizado entre Terrapin Point em Goat Island, no estado americano de Nova York, e Table Rock, na província canadense de Ontário.